# Julian Bibleka
Julian Bibleka (ur. 4 maja 1996 w Bariljevie) – kosowski i albański piłkarz. W 2012 roku należał do albańskiej reprezentacji U-17, a w 2014 roku do reprezentacji Kosowa.